# جنگل‌های کاج و بلوط آمریکای مرکزی
جنگل‌های کاج و بلوط آمریکای مرکزی (به اسپانیایی: Bosques de pino-encino de América Central) یک جنگل و منطقهٔ مسکونی در مکزیک است.